# József Sándor
József Sándor (n. 27 noiembrie 1853, București – d. 6 iunie 1945, Cluj) a fost un scriitor maghiar din România, primul traducător al lui Mihai Eminescu.

## Viața și opera
Sándor a fost fiul unui politician maghiar refugiat la București în urma revoluției de la 1848 din Ungaria. A învățat la școala primară reformată întemeiată la București de Ferenc Koós, iar apoi la Colegiul Sfântul Sava din București. Din 1866 până în 1874 a urmat cursurile Colegiului Gabriel Bethlen din Aiud, după care s-a înscris la medicină iar apoi la științe juridice în Budapesta și Cluj. Anul universitar 1880/81 l-a absolvit la Universitatea București, unde a ascultat, între altele, prelegerile lui Titu Maiorescu.
Între 1926–1938 a fost senator în Parlamentul României.

## Memoria
Mormântul său se află în partea luterană a cimitirului Hajongard din Cluj. Bustul de pe mormânt a fost furat în anul 2010.